# Pristavlja vas
Pristavlja vas – wieś w Słowenii, w gminie Ivančna Gorica. W 2018 roku liczyła 59 mieszkańców.